# На алтарь красоты
«На алтарь красоты» (1917) — художественный немой фильм Петра Чардынина. Вышел на экраны 19 июля 1917 года. Другое название — «На алтарь любви». Фильм не сохранился.

## Сюжет
В имение братьев Виктора и Кирилла Рудневых приезжает учившийся за границей молодой талантливый скульптор Сергей Бороздин. Братья Кирилл и Виктор  приготовили студию для его работ. Скульптор создаёт статую с изображением девушки необыкновенной, «чистой красоты». В качестве модели он выбрал дочь лесника Полю.
Оба брата влюбляются в Полю и делают ей предложение. Она выбирает Кирилла. Он увозит жену в город. Другому брату остаётся на память статуя. 
Поля не выносит городской жизни, заболевает и умирает. Кирилл вместе с Бороздиным возвращаются в имение в надежде увидеть изображение женщины. Но Виктор отказывает ему в этом. Между братьями начинается схватка, они пытаются задушить друг друга. Прибежавший на шум скульптор видит два трупа у ног статуи чистой красоты.

## В ролях
| Актёр             | Роль                       |
| ----------------- | -------------------------- |
| Вера Холодная     | Поля, дочь лесника         |
| Владимир Максимов | Сергей Бороздин, скульптор |
| Осип Рунич        | Кирилл Руднев              |
| Иван Худолеев     | Виктор, его брат           |
| Михаил Массин     | лесник                     |

## Отзывы
Историк дореволюционного кино Вениамин Вишневский назвал фильм «шаблонной любовной драмой, ремесленно поставленной и небрежно разыгранной актёрами».
Киновед Нея Зоркая рассмотрела сюжет фильма для анализа повторяемости образов, мотивов и отдельных сюжетных линий, характерных для фильмов с участием кинозвезды Веры Холодной. «Вера Холодная, — написала Н. Зоркая, — играет крестьяночку, дочь лесника Полю, которая становится женой богатого дворянина», находя в этом сходство с судьбой бедной чтицы Марианны из фильма «Миражи». Она указывала, что в фильме «На алтарь красоты» «повторяется мотив соперничества и ревности из „Песни торжествующей любви“, только портрет св. Цецилии, которую пишет с Елены Георгий, заменен здесь некоей статуей „чистой красоты“ и Поля служит моделью для скульптора Сергея Бороздина».
Нея Зоркая также отмечала, что сюжет в дальнейшем был повторён Петром Чардынином в его более известном фильме «Сказка любви дорогой» (второй серии фильма «Молчи, грусть, молчи»), где художник Волынцев в исполнении Владимира Максимова «естественно (см. „Песнь торжествующей любви“ или „На алтарь красоты“), пишет портрет» главной героини Полы в исполнении Веры Холодной.
Киновед И. Н. Гращенкова назвала роль Веры Холодной в фильме «На алтарь красоты» «знаменитой» наряду с другими четырьмя работами с её лучшим партнёром и учителем Владимиром Максимовым.